# Nevroticismo
Il nevroticismo o neuroticismo (neuroticism) è uno dei tratti fondamentali della personalità secondo il modello teorico dei Big Five. Gli individui che ottengono un punteggio elevato nella scala del nevroticismo hanno più probabilità della media di essere emotivamente instabili e di provare sentimenti come ansia, preoccupazione, paura, rabbia, frustrazione, invidia, gelosia, senso di colpa, umore depresso e solitudine. Essi rispondono peggio ai fattori di stress e hanno maggiori probabilità di interpretare le situazioni ordinarie come minacciose e le frustrazioni minori come disperatamente difficili. Sono spesso impacciati e timidi e possono avere difficoltà a controllare gli impulsi e a ritardare la gratificazione.
Le persone con un alto indice di nevroticismo sono a rischio per lo sviluppo e l'insorgenza di disturbi mentali comuni, come disturbi dell'umore, disturbi d'ansia e disturbi da uso di sostanze, sintomi tradizionalmente inclusi nelle nevrosi.

## Storia
Galeno rese popolare l'idea che miscele di quattro fluidi corporei o umori risultassero in quattro tipi di personalità o temperamenti. Il tipo di personalità melancolica, che può essere visto come il predecessore concettuale del nevroticismo, era caratterizzato dall'essere mentalmente squilibrato, pauroso, ansioso o triste. Secondo Ippocrate, tale temperamento era il risultato di troppa bile nera.

## Definizione
Il nevroticismo è un tratto compreso in molti modelli della personalità, ma c'è molto disaccordo sulla sua definizione. Alcuni lo definiscono come una tendenza a un rapido arousal e a un lento rilassamento dall'arousal, specialmente in riferimento alle emozioni negative; altri lo definiscono più generalmente come instabilità emotiva, negatività o disadattamento, in contrasto con la stabilità emotiva e la positività, o buon adattamento. Altri ancora lo definiscono come mancanza di autocontrollo, scarsa capacità di gestire lo stress psicologico e tendenza alla recriminazione.
Differenti test di personalità producono punteggi numerici relativi al nevroticismo in vari modi, il che ha creato una certa confusione nella letteratura scientifica, soprattutto per quanto riguarda i sotto-tratti.
Gli individui che ottengono un punteggio basso nel nevroticismo tendono ad essere più stabili emotivamente e meno reattivi allo stress. Tendono ad essere calmi, di carattere equilibrato e hanno meno probabilità di sentirsi tesi o agitati. Sebbene questi individui abbiano un basso livello di emozioni negative, non hanno necessariamente un alto livello di emozioni positive. Avere alti punteggi nelle emozioni positive è generalmente un elemento del tratto dell'estroversione. Gli "estroversi nevrotici" (cioè coloro che hanno un alto punteggio sia nella scala dell'estroversione che in quella del nevroticismo), ad esempio, sperimenterebbero alti livelli di stati emotivi sia positivi che negativi, una sorta di "montagne russe emotive".